# ياسوهيرو كوسكي
ياسوهيرو كوسكي (مواليد 14 مارس 1992) هو سبّاح ياباني، مثّل بلاده في الألعاب الأولمبية الصيفية 2016.

## روابط خارجية
ياسوهيرو كوسكي على موقع الاتحاد الدولي للسباحة (الإنجليزية)
- ياسوهيرو كوسكي على موقع SwimRankings.net (الإنجليزية)
- ياسوهيرو كوسكي على موقع اللجنة الأولمبية الدولية (الإنجليزية)
- ياسوهيرو كوسكي على موقع أوليمبيديا (الإنجليزية)